# 6 of 1 Thing
6 of 1 Thing – trzeci singiel brytyjskiego artysty R&B Craiga Davida z jego czwartego albumu studyjnego o nazwie Trust Me, który został wydany w dniu 17 lutego w Wielkiej Brytanii. Utwór był puszczany przez BBC Radio 1 i BBC Radio 2 w ramach ich „list B”. Gdy „6 of 1 Thing” został ostatecznie wydany, trafił na 39. miejsce na UK Singles Chart.

## Teledysk
Teledysk utworu „6 of 1 Thing” zadebiutował 11 stycznia 2008 roku w serwisie YouTube. Trwa on 3:22 minut. Wideo zostało wyreżyserowane przez Phila Griffina i przedstawia Craiga Davida - wraz z zespołem i tancerzami - wykonującego tytułowy utwór podczas koncertu.

## Premiera utworu
Utwór „6 of 1 Thing” został wydany dla większości konsumentów w Europie w dniu 18 lutego 2008 roku. Jednak wyłącznie dla klientów w Wielkiej Brytanii został on wydany już 17 lutego za pośrednictwem digital download i płyt kompaktowych. Dystrybutorzy cyfrowi 7digital i Woolworths udostępnili do ściągnięcia single CD i Maxi CD już w niedzielę, 24 godziny przed oficjalną datą premiery. Powodem tego specjalnego wcześniejszego wydania mogło być to, że firmy 7digital i Woolworths porozumiały się z Warner Music, dzięki czemu na podstawie „specjalnych uzgodnień” mogły uzyskać większą ilość rynku niż którakolwiek z rywalizujących z nimi firm.

## Listy utworów i formaty
UK CD (Promo), iTunes 1:
| Nr | Tytuł utworu                     | Długość |
| -- | -------------------------------- | ------- |
| 1. | „6 of 1 Thing” (wersja albumowa) | 3:47    |

UK DVD:
| Nr | Tytuł utworu                                        | Długość |
| -- | --------------------------------------------------- | ------- |
| 1. | „6 of 1 Thing” (teledysk)                           | 3:22    |
| 2. | „6 of 1 Thing” (na żywo z Ronnie Scotts)            | 3:42    |
| 3. | „Hot Stuff (Let’s Dance)” (na żywo z Ronnie Scotts) | 4:17    |
|    |                                                     | 11:21   |

UK CD 2 (Promo), iTunes 2:
| Nr | Tytuł utworu                    | Długość |
| -- | ------------------------------- | ------- |
| 1. | „6 of 1 Thing” (wersja radiowa) | 3:16    |

UK CD 3 (Promo):
| Nr | Tytuł utworu                           | Długość |
| -- | -------------------------------------- | ------- |
| 1. | „6 of 1 Thing” (wersja albumowa)       | 3:47    |
| 2. | „6 of 1 Thing” (Soul Seekerz Club Mix) | 7:36    |
|    |                                        | 11:23   |

UK CD 4 (Promo) – „Remixes”:
| Nr | Tytuł utworu                             | Długość |
| -- | ---------------------------------------- | ------- |
| 1. | „6 of 1 Thing” (Sticky Remix)            |         |
| 2. | „6 of 1 Thing” (Sticky Radio Edit)       |         |
| 3. | „6 of 1 Thing” (Overkillers Remix)       |         |
| 4. | „6 of 1 Thing” (Overkillers Radio Edit)  |         |
| 5. | „6 of 1 Thing” (Soul Seekerz Radio Edit) |         |
| 6. | „6 of 1 Thing” (Soul Seekerz Club Mix)   |         |
| 7. | „6 of 1 Thing” (Soul Seekerz Dub Mix)    |         |
| 8. | „6 of 1 Thing”                           |         |

UK CD 5 (Promo remiks), iTunes 3:
| Nr | Tytuł utworu                               | Długość |
| -- | ------------------------------------------ | ------- |
| 1. | „6 of 1 Thing” (Remix (feat. Ryan Leslie)) | 3:47    |

Denmark CD (Promo):
| Nr | Tytuł utworu                                   | Długość |
| -- | ---------------------------------------------- | ------- |
| 1. | „6 of 1 Thing” (wersja radiowa)                |         |
| 2. | „6 of 1 Thing” (Soul Seekerz Remix Radio Edit) |         |
| 3. | „6 of 1 Thing” (Soul Seekerz Remix Club Mix)   |         |
| 4. | „6 of 1 Thing” (Soul Seekerz Remix Dub Mix)    |         |
| 5. | „6 of 1 Thing” (Sticky Remix Radio Edit)       |         |
| 6. | „6 of 1 Thing” (Overkillers Remix)             |         |
| 7. | „6 of 1 Thing” (Overkillers Remix Radio Edit)  |         |
| 8. | „6 of 1 Thing” (Primary 1 Remix)               |         |
| 9. | „6 of 1 Thing” (Sticky Remix)                  |         |

iTunes 4:
| Nr | Tytuł utworu                                          | Długość |
| -- | ----------------------------------------------------- | ------- |
| 1. | „6 of 1 Thing” (wersja radiowa)                       | 3:16    |
| 2. | „6 of 1 Thing” (Soul Seekerz Club Mix)                | 7:36    |
| 3. | „6 of 1 Thing” (Sticky Remix)                         | 5:19    |
| 4. | „6 of 1 Thing” (Overkillers Remix - Extended Version) | 5:18    |
| 5. | „6 of 1 Thing” (Primary 1 Remix)                      | 3:09    |
|    |                                                       | 24:38   |

## Pozycje na listach
"6 of 1 Thing” zadebiutował na UK Singles Chart na 56. miejscu, później awansował na 39. miejsce. „6 of 1 Thing” spędził sześć tygodni na UK Top 75.
| Lista                                | Najlepsza pozycja |
| ------------------------------------ | ----------------- |
| 5 FM Top 40                          | 11                |
| Bulgaria Singles Top 40              | 37                |
| UK Top 75 Singles                    | 39                |
| World Chart Show (Worldwide Airplay) | 4                 |